# 標葉氏
標葉氏（しべはし、しめはし、しねはし）は、日本の豪族。奥州の平氏（海道平氏）と称した石城国造（建許侶命）の系統で、平成衡の4男の隆行（隆義）を祖とし、岩城氏と同族とする。樽葉氏（ならはし、ならばし）とも呼ばれる。

## 概要
現在の福島県双葉郡は、かつて楢葉郡と標葉郡に分かれており、鎌倉時代中頃までは上記の同族の岩城氏の支配下にあったとみられる。
鎌倉時代末期から、標葉氏は岩城氏からほぼ独立性を保っていたという。